# Лапатиниб
Лапатиниб (торговые названия — Тайверб, Тайкерб, Tyverb, Tykerb) — противоопухолевое средство. Обратимый ингибитор тирозинкиназы.
Международное непатентованное название: Лапатиниб \ lapatinib
Лекарственная форма: Таблетки, покрытые плёночной оболочкой по 250 мг.
Упаковка: 140 таблеток в упаковке (картонная супер упаковка, содержащая две малых упаковки с блистерами по 70 таблеток в каждой.)
Код АТХ: LO1XE07

## Фармакологические свойства

### Фармакодинамика и фармакокинетика
Лапатиниб это новый двойной, селективный ингибитор внутриклеточной тирозинкиназы, связывающийся с ErbB1 и ErbB2 \ HER2 \ neu рецепторами.
Максимальная концентрация лапатиниба в плазме крови (Cmax) достигается примерно через 4 часа после приема. Равновесное состояние достигается через 6-7 суток приема.

## Клиническая эффективность и безопасность
Согласно результатам исследований лапатиниб эффективен при его назначении в качестве монотерапии и
комбинированной терапии пациенткам с метастатическим раком молочной железы;
Сочетанное применение  лапатиниба с капецитабином при лечении пациенток с ErbB2 (HER 2) - позитивным распространённым раком молочной  железы увеличивает время до прогрессирования заболевания, достоверно и значимо снижает риск прогрессирования заболевания, значительно снижает вероятность/риск метастазирования в головной мозг.

## Показания к применению
Распространённый и/или метастатический рак молочной железы (с гиперэспрессией ErbB2+ (HER2+), в составе сочетанной терапии с капецитабином, у больных, ранее получавших терапию, включавшую трастузумаб.

## Противопоказания
Повышенная чувствительность к лапатинибу или другому компоненту препарата. Беременность и период кормления грудью.

### С осторожностью
При состояниях, которые могут приводить к левожелудочковой недостаточности; при нарушениях функции почек умеренной или тяжёлой степени.

## Беременность и лактация
Женщин детородного возраста необходимо предупреждать об использовании адекватной контрацепции и о прерывании беременности, наступившей в период лечения лапатинибом. Рекомендуется прекратить грудное вскармливание из-за возможного возникновения характерных нежелательных явлений у ребёнка.

## Способ применения и дозы
Курс лечения лапатинибом может проводиться только специалистом, имеющим опыт в применении противоопухолевых препаратов. Лапатиниб принимается в комбинации с капецитабином.

### Комбинированная терапия
- Лапатиниб: 1250 мг (пять таблеток) однократно в сутки, ежедневно, за 1 час до еды или через 1 час после еды.
- Капецитабин: 2000 мг\м²\сут, в 2 приема (каждые 12 часов), ежедневно с 1 по 14 дни, каждые 21 день, с едой или в течение 30 мин после еды.

## Нежелательные явления
Монотерапия лапатинибом:
анорексия; снижение фракции выброса левого желудочка; диарея; сыпь; слабость. Иногда: интерстициальный пневмонит; гипербиллирубинемия; повышение уровней аланиновой и аспарагиновой аминотрансфераз, щелочной фосфатазы.
Лапатиниб в комбинации с капецитабином
Дополнительно к выше описанным: диспепсия, сухость кожи, стоматит, запор, боли в животе, ладонно-подошвенный синдром, мукозит, боли в спине и конечностях, головная боль, бессонница.

## Взаимодействие с другими лекарственными средствами и прочие виды взаимодействий
Про одновременном применении лапатиниба и известных ингибиторов CYP3A необходимо соблюдать осторожность и тщательно наблюдать за клиническим состоянием пациента и возможными нежелательными реакциями. Сочетанное применение Лапатиниба с капецитабином или трастузумабом не влияет на фармакокинетические параметры препаратов. Биодоступность Лапатиниба зависит от приема пищи.

## Особые указания
Лечение лапатинибом должно проводиться специалистом, имеющим опыт в применении противоопухолевой терапии. Перед началом лечения необходимо определять уровень фракции выброса левого желудочка и контролировать его во время лечения. Необходимо наблюдать пациентов на предмет возникновения лёгочных симптомов. Функцию печени следует контролировать до начала лечения, затем ежемесячно, либо по показаниям. Лечение лапатинибом следует прекратить при тяжёлом нарушении функции печени.

## Отпуск из аптек
Отпускается из аптек по рецепту врача.